# 纤连蛋白

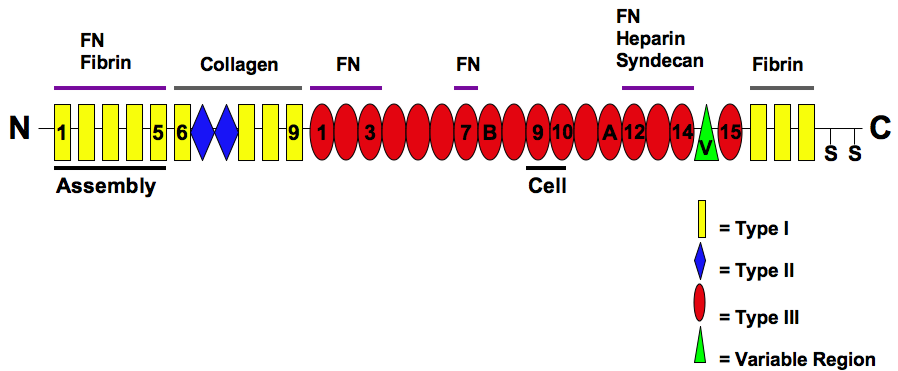
纤连蛋白的模組結構及其结合结构域

纤網蛋白是高分子量（500~600kDa）的糖蛋白细胞外基质，和細胞膜內稱為整合素的受体蛋白结合。和整合素類似，纤连蛋白也會和許多细胞外基质的成份結合，像膠原蛋白、纖維蛋白、硫酸类肝素蛋白聚糖（也就是多配体聚糖）。
纤连蛋白結構為蛋白二聚体，由二個幾乎相同的单体組成，單體之間以一對二硫鍵連接。纤连蛋白是由單一基因產生，但其pre-mRNA的選擇性剪接會產生蛋白异构体。

## 功能
纤连蛋白可促进细胞粘连、增殖，还可以修复受损细胞，刺激细胞分泌各种功能蛋白。纤连蛋白能够调节细胞与细胞间质之间的动态平衡，改善细胞内外微循环，保证内外物质运输。纤连蛋白与淋巴细胞表面接合，刺激淋巴細胞產生免疫抗體，改善機體的免疫系統，阻礙機體衰老。在機體細胞自然凋亡過程中，纖連蛋白利用其能夠 遷移細胞的生物學效應，調節凋亡細胞與新生細胞的平衡關係。
纤连蛋白在伤口愈合过程中起到至关重要的作用。当伤口出现后，FN会出现在伤口血浆中，起到止血、保护损伤组织的作用。在伤口修复过程中，FN调动吞噬细胞吞噬异物，促进成纤维细胞分泌蛋白酶，分解蛋白杂质。在损伤组织生长过程中，FN提高整合素的表达，从而加快组织修复。
纤连蛋白是胚胎發育过程中必不可少的物质，可以指导胚胎发育过程中的细胞黏附和迁移。在哺乳动物的发育中，FN的缺失会造成中胚层、神经管和血管的缺陷。在两栖动物的发育中，FN的缺失也会导致中胚层生长的缺陷。
正常人的唾液中含有纤连蛋白，它们可以清除口腔与咽喉中的致病细菌，防止出现口腔与咽喉病变。